# Aimar de Rançonnet
Aimar de Rançonnet, né en 1498 (cette date n'est pas certaine, la BNF préfère indiquer 14..-1559) à Périgueux et mort le 13 septembre 1559 à La Bastille à Paris, est un littérateur et grammairien français, philologue, et juriste, conseiller au Parlement de Bordeaux. Fils de François de Rançonnet avocat à Périgueux et conseiller au Parlement de Bordeaux et de sa première épouse Jeanne de Tustal.
Président de la Chambre des enquêtes au Parlement de Paris.
Il épouse Jeanne Aymery dont il a des enfants mineurs au moment de sa mort (il demeurait alors rue des Poulies à Paris) et une fille naturelle Aimée de Rançonnet.
Aymar de Rançonnet est arrêté sur ordre du cardinal de Lorraine le 21 juin 1559 après avoir fait lecture en séance du Parlement de Paris d'une oeuvre de Sulpice-Sévère et en prônant la tolérance envers les hérétiques c'est-à-dire les Huguenots.

## Œuvres
```
Titre et éditions	Divers
```

1573 :	Dictionaire francois-latin auquel les mots françois, avec les manieres d'user d'iceulx, sont tournez en latin, Jacques Dupuys ; rev. & augm. du tiers par le moyen des divers escripts de M. Nicot,... 	(FR-BNF N0050580)
1584 :	Dictionaire francois-latin, augmenté, outre les précédentes impressions d'infinies Dictions Françoises, spécialement des mots de Marine, Vénerie, & Faulconnerie Recueilli des observations de plusieurs hommes doctes : entre autres de M. Nicot, Conseiller du Roy & Maistre des Requestes de l'hostel, & reduit a la forme & perfection des Dictionnaires grecs & Latins. A Paris, Chez laques du Puys. 	(FR-BNF N6153020)
1606 :	Ranconnet, Aimar de, Thresor de la langue françoise tant ancienne que moderne auquel entre autres choses sont les noms propres de marine, vénerie & faulconnerie, cy-devant ramassez par Aimar de Ranconnet...reveu et augmenté en cette dernière impression de plus de la moitié par Jean Nicot...avec une grammaire françoise et latine & le recueil des vieux proverbes de la France, ensemble le Nomenclator de Junius mis par ordre alphabétic, & creu d'une table particulière de toutes les dictons (1606).   Voir et modifier les données sur Wikidata	(FR-BNF N0058059)